# Eugraphe
Eugraphe est un prénom d'origine grecque qui signifie bon copiste, également écrivain bienheureux.

## Nom
- Eugraphe (Eugraphius en latin): copiste latin du VIe siècle qui laissa des commentaires sur le théâtre de Térence

## Saint
Saint Eugraphe, fêté le 10 décembre dans le calendrier grégorien et le calendrier julien (correspondant alors au 23 décembre du calendrier grégorien), est un martyr du IVe siècle qui a reconnu sa foi chrétienne au procès des martyrs Hermogène et Ménas, à Alexandrie, après avoir refusé de sacrifier à l'empereur romain.

## homonymie
- Eugraphe: chambre obscure en physique (Littré)